# Chaetogeoica sensucopia
Chaetogeoica sensucopia är en insektsart som först beskrevs av Zhang, G.-x. 1995.  Chaetogeoica sensucopia ingår i släktet Chaetogeoica och familjen långrörsbladlöss. Inga underarter finns listade i Catalogue of Life.